# Operacja rżewsko-wiaziemska (1942)

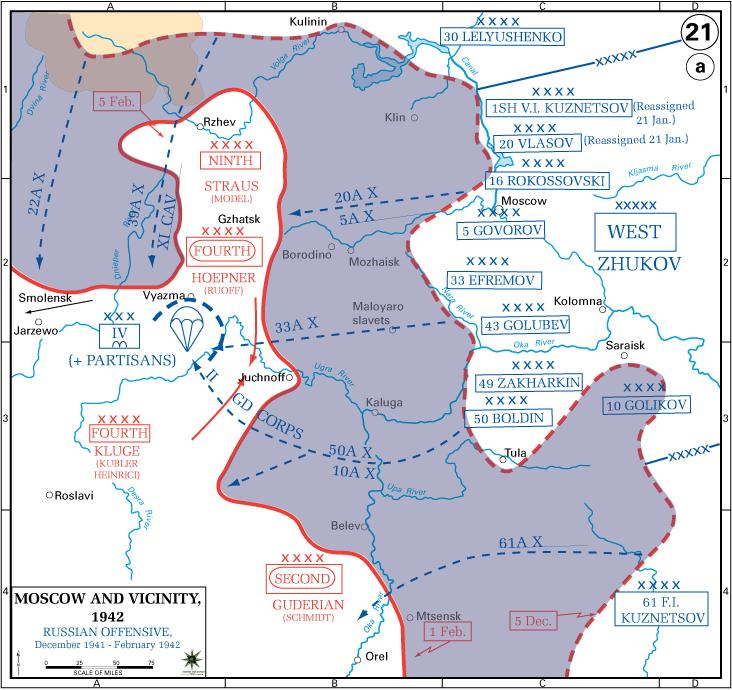
Schemat operacji

Operacja rżewsko-wiaziemska (ros. Ржевско-Вяземская наступательная операция) – kontrofensywa frontów Kalinińskiego i Zachodniego Armii Czerwonej w rejonie Rżewa i Wiaźmy, skierowana przeciwko niemieckiej Grupie Armii Środek, przeprowadzona pomiędzy 8 stycznia a 20 kwietnia 1942 roku, kontynuacja kontrofensywy pod Moskwą. Jedna z najkrwawszych operacji frontu wschodniego II wojny światowej, która pochłonęła 770 tysięcy ofiar wśród żołnierzy Armii Czerwonej (według oficjalnych danych radzieckich) oraz 330 tysięcy zabitych, rannych i zaginionych po stronie niemieckiej.

## Plan operacyjny
W dyrektywie z dnia 7 stycznia 1942 r. Stawka nakazała wykonać manewr okrążający armiom prawego skrzydła Frontu Kalinińskiego z obszaru na północny zachód od Rżewa na Syczowkę i Wiaźmę oraz żołnierzom lewego skrzydła Frontu Zachodniego z regionu Kaługi w kierunku Juchnowa i rzeki Wiazi, z jednoczesną frontalną ofensywą pozostałych armii Frontu Zachodniego na Syczowkę i Gżack, aby otoczyć, rozczłonkować i zniszczyć główne siły Grupy Armii Środek w rejonie Rżewa, Wiaźmy, Juchnowa i Gżacka.
Na północ od tego obszaru, w tym samym czasie armie lewego skrzydła Frontu Północno-Zachodniego przeprowadziły operację toropiecko-chołmską. Natomiast na południe od niego Front Briański miał za zadanie osłaniać postęp Frontu Zachodniego od południa (operacja bolchowska).
Aby dokończyć okrążanie zgrupowania nieprzyjaciela w rejonie Wiaźmy, Stawka przewidziała desant powietrzny 4 Korpusu Powietrznodesantowego na południowym zachodzie z zadaniem przecięcia linii kolejowej i autostrady Wiaźma-Smoleńsk.

## Przebieg operacji
8 stycznia grupy uderzeniowe Frontu Kalinińskiego pod dowództwem gen. Iwana Koniewa (20 Armia gen. Wasilija Szwiecowa, 39 Armia gen. Iwana Maslennikowa i 11 Korpus Kawaleryjski gen. Siergieja Sokołowa) rozpoczęły ofensywę. Następnego dnia oddziały lewego skrzydła Frontu Północno-Zachodniego pod rozkazami gen. Gieorgija Żukowa (3 i 4 Armia Uderzeniowa) rozpoczęły operację toropiecko-chołmską. W połowie stycznia oddziały Frontu Kalinińskiego głęboko oskrzydliły z zachodu i wschodu zgrupowanie wroga w rejonie Olenina, a 39 Armia wyszła na jego tyły w rejonie Syczowki.
10 stycznia rozpoczęła się ofensywa Frontu Zachodniego. Przełamawszy silny opór wroga, jej oddziały (33 Armia gen. Michaiła Jefremowa i 1 Gwardyjski Korpus Kawaleryjski gen. Pawła Biełowa) wyzwoliły miasta Możajsk, Wierieja, Miedyń, Kirow, Ludinowo i Suchiniczi. Przełom w obronie wroga na prawym skrzydle dokonany przez siły 1 Armii Uderzeniowej, 20 i 16 Armii w pobliżu Wołokołamska i Szachowskoj uczyniony w celu dotarcia do Syczowki i odcięcia grupy rżewskiej od wschodu, a także przełom w centrum Frontu Zachodniego stworzyły warunki wstępne do zniszczenia obrony wroga na kierunku Wiaźmy i odcięcia wiaziemskiego zgrupowania nieprzyjaciela z południowego wschodu. Jednak 19 stycznia, wbrew planowi gen. Żukowa, zgodnie natomiast z osobistym rozkazem Józefa Stalina, 1 Armia Uderzeniowa gen. Wasilija Kuzniecowa została wycofana z walki i przeniesiona w rejon Diemianska, z kolei elementy 16 Armii marsz. Konstantego Rokossowskiego zostały przeniesione na południe. Oddziały 20 Armii gen. Andrieja Własowa nie były w stanie pokonać obrony wroga i dokończyć zniszczenia rżewsko-wiazemskiego zgrupowania przeciwnika, dlatego przeszły do defensywy. Idea atakowania jednocześnie na wszystkich frontach, ogłoszona przez Stalina 5 stycznia 1942 r., ale niewykonalna z powodu braku wystarczających sił, doprowadziła do utraty inicjatywy na froncie przez stronę radziecką, zakłócenia kontrofensywy pod Moskwą i wielu niepotrzebnych ofiar pod Rżewem i Wiaźmą.
Niemcy także nie byli zadowoleni z rozwoju wypadków na froncie wschodnim. Adolf Hitler usunął ze stanowiska dowódcę 4 Armii Pancernej, gen. Ericha Hoepnera (8 stycznia), a dowódcę 9 Armii, gen. Adolfa Straußa, zastąpił 15 stycznia gen. Waltherem Modelem. 20 stycznia gen. Gotthard Heinrici zastąpił gen. Ludwiga Küblera na stanowisku dowódcy 4 Armii.
W wyniku energicznych działań nowego dowódcy 9 Armii, Walthera Modela, wyrwa w niemieckich liniach obrony na zachód od Rżewa została zamknięta, a komunikacja radzieckich: 39 Armii, części sił 29 Armii i 11 Korpusu Kawaleryjskiego została przerwana.
22 stycznia radzieckie dowództwo przeniosło 3 i 4 Armię Uderzeniową Frontu Północno-Zachodniego do Frontu Kalinińskiego. Ofensywa jednostek Frontu Zachodniego na Wiaźmę, która rozpoczęła się 26 stycznia we współpracy z 11 Korpusem Kawaleryjskim (teraz Frontu Kalinińskiego) nie powiodła się.
1 lutego przywrócono stanowisko naczelnego dowódcy kierunku zachodniego, na które powołano gen. Żukowa, który zachował jednocześnie stanowisko dowódcy Frontu Zachodniego. Stawka zażądała, aby zniszczenie głównych sił Grupy Armii Środek zostało zakończone. W tym samym czasie niemieckie dowództwo przysłało posiłki, które we współpracy z Luftwaffe skutecznie odpierały ataki wojsk radzieckich na Wiaźmę. Jednocześnie Niemcy przeprowadzili silne kontrataki na wysunięte pozycje 33, 39 i 29 Armii, które zostały zepchnięte do defensywy na początku lutego. W drugiej połowie lutego i w marcu 1942 r. radziecka 43 Armia bezskutecznie próbowała przyjść z odsieczą i wybić korytarz ratunkowy do 33 Armii. 14 kwietnia 50 Armia Frontu Zachodniego zbliżyła się do wysuniętych jednostek grupy Biełowa. Ale już 15 kwietnia, kiedy do otoczonej armii Jefremowa pozostały nie więcej niż 2 kilometry, Niemcy odrzucili elementy 50 Armii, a ofensywa została zduszona.
Od wieczora 13 kwietnia cała komunikacja z dowództwem 33 Armii została utracona. Wbrew planowi kwatery głównej Frontu Zachodniego i rozkazowi marszałka Żukowa, aby okrążone wojska przebijały się w stronę Kirowa, Stalin osobiście dał gen. Jefremowowi pozwolenie na udanie się najkrótszą drogą do Ugry, gdzie resztki armii wpadły w zasadzkę. 33 Armia przestała istnieć jako zwarta jednostka, a poszczególne jej części dalej przebijały się na wschód w rozproszonych grupach. 17 lub 18 kwietnia ranny gen. Jefremow popełnił samobójstwo.
Na przełomie marca i kwietnia wojska Frontu Kalinińskiego i Frontu Zachodniego podjęły kolejną próbę pokonania nieprzyjacielskich zgrupowań: rżewskiego, olenińskiego i wiaziemskiego oraz połączenia sił radzieckich działających za liniami wroga w rejonie Wiaźmy, ale znów bez powodzenia.
16 kwietnia 1942 r. szef sztabu Oberkommando des Heeres gen. Franz Halder napisał w swoim dzienniku: „Rosyjska 33 Armia została zlikwidowana”.
20 kwietnia ocalali radzieccy żołnierze otrzymali rozkaz przejścia do obrony na linii Rżew–Gżack–Kirow–Żiżdry.
Walki pozostałości 39 Armii i 11 Korpusu Kawaleryjskiego w okrążeniu trwały do połowy lipca 1942 r., kiedy to ostatecznie zostały one pokonane w toku niemieckiej operacji Seidlitz. Dowódca 39 Armii, gen. Iwan Maslennikow, został ewakuowany z kotła, lecz jego zastępca, gen. Iwan Bogdanow zginął w okrążeniu.

## Rezultat i straty
Od 1 stycznia do 30 marca 1942 r. Grupa Armii Środek straciła ponad 330 tysięcy żołnierzy – około połowę swojego personelu. Straty wojsk radzieckich w operacji, według oficjalnych danych, wyniosły 776 889 osób, z których 272 320, czyli 25,7%, było nieodwracalnych (zabici, zaginieni i wzięci do niewoli).
W ciągu dwóch i pół miesiąca walk (od 2 lutego) personel 33 Armii zabił 8700 żołnierzy i oficerów wroga, zniszczył 24 czołgi, 29 dział i inny sprzęt wojskowy. Nieodwracalne straty 33 Armii w tym samym okresie wyniosły ponad 8000 osób, w tym około 6000 żołnierzy i oficerów podczas wycofywania się z okrążenia. Tylko 889 osób było w stanie przedostać się do swoich oddziałów w małych grupach .
Pomimo niewypełnienia swoich celów operacja była istotna dla całości ofensywy Armii Czerwonej na początku 1942 roku. Żołnierze radzieccy odepchnęli wroga od stolicy ZSRR na odległość 80–250 km, dokończyli wyzwolenie obwodów moskiewskiego i tulskiego, wyzwolili też wiele obszarów obwodów kalinińskiego i smoleńskiego. Rezultatem operacji było powstanie występu rżewsko-wiaziemskiego.